# ゲロラ・ブン・トモ・スタジアム
ゲロラ・ブン・トモ・スタジアム（英: Gelora Bung Tomo Stadium）は、インドネシア・スラバヤにある多目的スタジアムである。

## 概要
主にサッカーの試合に用いられる。インドネシア国内では、ジャカルタにあるゲロラ・ブン・カルノ・スタジアム、サマリンダにあるウタマ・パララン・スタジアムに次ぐ三番目に大きいスタジアムである。
収容人数は55,000人 または最大80,000人の観客を収容できます。リーガ・インドネシアに所属するペルセバヤ・スラバヤがホームスタジアムとして使用している。